# Lijst van rijksmonumenten in Groede
De plaats Groede telt 15 inschrijvingen in het rijksmonumentenregister. Hieronder een overzicht.
| Object | Oorspronkelijke functie? | Bouwjaar             | Architect | Locatie         | Coördinaten?                  | Nr.?  | Afbeelding                                                            |
| --- | ------------------------ | -------------------- | --------- | --------------- | ----------------------------- | ----- | --------------------------------------------------------------------- |
| Pand met trapgevel | Woonhuis                 | 1638                 |           | Molenstraat 15  | 51° 22' 45" NB, 3° 30' 20" OL | 31511 | Meer afbeeldingen                                                     |
| Gedeeltelijk onderkelderd dwarspand met gepleisterde lijstgevel                                                           | Woonhuis                 |                      |           | Molenstraat 17  | 51° 22' 45" NB, 3° 30' 19" OL | 31512 | Meer afbeeldingen                                                     |
| Pand met tuitgevel met vlechtingen                                                                                        | Woonhuis                 |                      |           | Molenstraat 19  | 51° 22' 45" NB, 3° 30' 19" OL | 31513 | Meer afbeeldingen                                                     |
| Lutherse kerk | Kerk en kerkonderdeel    | 1642-1743            |           | Molenstraat 28  | 51° 22' 45" NB, 3° 30' 15" OL | 31514 | Meer afbeeldingen                                                     |
| Dwarspand met lijstgevel                                                                                                  | Woonhuis                 | derde kwart 19e eeuw |           | Noordstraat 6   | 51° 22' 48" NB, 3° 30' 24" OL | 31515 | Upload foto                                                           |
| N.H.Kerk 'Staat van Mandagen'                                                                                             | Kerk en kerkonderdeel    | 13e eeuw en later    |           | Markt 1         | 51° 22' 46" NB, 3° 30' 26" OL | 31516 | Meer afbeeldingen                                                     |
| Onderkelderd pand op de hoek van de Molenstraat                                                                           | Woonhuis                 |                      |           | Markt 2         | 51° 22' 45" NB, 3° 30' 23" OL | 31517 | Meer afbeeldingen                                                     |
| Dwarspand met gepleisterde rechte gevel                                                                                   | Woonhuis                 | derde kwart 19e eeuw |           | Markt 7         | 51° 22' 44" NB, 3° 30' 24" OL | 31518 | Meer afbeeldingen                                                     |
| Vernieuwd pand met wellicht oude gevel                                                                                    | Woonhuis                 | 1644 (jaartalankers) |           | Markt 20        | 51° 22' 46" NB, 3° 30' 28" OL | 31519 | Meer afbeeldingen                                                     |
| Dubbelbeukig pand | Woonhuis                 | 18e-19e eeuw         |           | Markt 21        | 51° 22' 47" NB, 3° 30' 28" OL | 31520 | Meer afbeeldingen                                                     |
| Onderkelderd pand met topgevel met vlechtingen, 9-ruits schuifvensters, beganegrond gewijzigde schuifvensters. Muurankers | Woonhuis                 |                      |           | Markt 33        | 51° 22' 46" NB, 3° 30' 23" OL | 31521 | Meer afbeeldingen                                                     |
| Fors onderkelderd pand, oorspronkelijk met trapgevel, thans met een door een lijst afgeknotte tuitgevel                   | Woonhuis                 |                      |           | Markt 34        | 51° 22' 46" NB, 3° 30' 23" OL | 31522 | Meer afbeeldingen                                                     |
| Pand met tuitgevel | Woonhuis                 |                      |           | Markt 35        | 51° 22' 46" NB, 3° 30' 23" OL | 31523 | Meer afbeeldingen                                                     |
| Woonhuis in gele baksteen met pannen zadeldak                                                                             | Woonhuis                 | 1699 (jaartalankers) |           | Voorstraat 60   | 51° 22' 36" NB, 3° 30' 47" OL | 31524 | Meer afbeeldingen                                                     |
| Kasteelberg Groede, terrein waarin vliedberg, kasteelberg of stelberg                                                     | Archeologisch monument   | middeleeuwen         |           | Scherpbierseweg | 51° 21' 59" NB, 3° 30' 26" OL | 31550 | Kasteelberg Groede, terrein waarin vliedberg, kasteelberg of stelberg |